# Rodło (symbol)

Rodło

Rodło (ROdnica+goDŁO) – znak schematycznie przedstawiający bieg rzeki Wisły wraz z zaznaczonym Krakowem, używany przez Związek Polaków w Niemczech od 3 grudnia 1932 do dzisiaj.

## Geneza Rodła

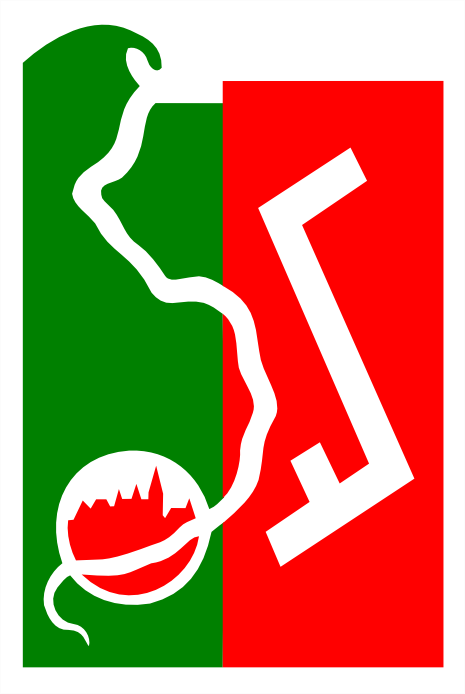
Graficzne przedstawienie znaczenia znaku Rodła. Symbol odpowiada kształtowi biegu rzeki Wisły z zaznaczonym Krakowem jako kolebką kultury polskiej i symbolem trwania oraz ciągłości Państwa Polskiego.

„Akceptacja przez nas swastyki i „niemieckiego pozdrowienia” może być tylko zgodą na totalną germanizację. Musimy więc jak najszybciej, bez narażania się na zarzut, iż nie uznajemy symboli państwa, którego jesteśmy obywatelami, znaleźć sposób na nieakceptowanie swastyki i Heil Hitler. To ostatnie Niemcy sami nam ułatwili nazywając swój faszystowski gest „niemieckim pozdrowieniem” obowiązujący zatem tylko Niemców, a nie Polaków. Swastyce przeciwstawimy się tylko wtedy, gdy będziemy mieli swój narodowy znak nie budzący wątpliwości, że łączy on tylko Polaków”. Jan Kaczmarek

Rodło powstało po przejęciu przez Adolfa Hitlera władzy w Niemczech. Naziści w ramach likwidacji struktury organizacyjnej Republiki Weimarskiej zmieniali także symbolikę wszystkich niemieckich organizacji i instytucji. Godłem państwowym Niemiec stała się swastyka, a pozdrowieniem podniesienie ręki oraz okrzyk „Heil Hitler”. Wprowadzenia tej zewnętrznej symboliki naziści wymagali od wszystkich działających w III Rzeszy organizacji politycznych, kulturalnych i społecznych. Zakazali oni jednocześnie używania innych symboli z wyjątkiem tych, które sami proponowali. Obowiązywał także pruski zakaz używania przez Polaków w Niemczech znaku Orła Białego. Związek Polaków w Niemczech stanął więc wobec problemu zaakceptowania nazistowskiej symboliki. W ocenie zarządu organizacji akceptacja ta byłaby zgodą na całkowitą germanizację związku oraz utratę jego polskiego charakteru. Dlatego też z inspiracji dra Jana Kaczmarka działacze organizacji postanowili utworzyć nowy znak, który umożliwi obejście wszystkich zakazów, a jednocześnie będzie podkreślał narodowy charakter organizacji. W ten sposób dzięki współpracy i inwencji wielu członków Związku Polaków w Niemczech powstało Rodło przedstawiające bieg Wisły i zewnętrznie wyglądające jak pół zmodyfikowanej swastyki, a jednocześnie nią niebędące. W ten sprytny sposób Polacy w Niemczech uniknęli przyjęcia symboliki nazistowskiej. W rzeczywistości bowiem pozornie podobny znak oznaczał łączność Polaków z Niemiec z macierzą i był przeciwstawiany swastyce.

„Niemcy (...) początkowo nie bardzo rozumieli, co przedstawia ten znak. Niektórzy nawet uważali, że to pół swastyki. Inni, gdy się zorientowali, że ukazuje Wisłę, mówili na nas, że jesteśmy wiślanymi braćmi „Weichsel-Bruder”. Janina Kłopocka

## Wygląd i znaczenie znaku
Długo i głośno myśleliśmy wszyscy nim Janina Kłopocka przedstawiła projekt graficzny naszego znaku. Stylizowany, biały bieg Wisły na czerwonym prostokątnym tle wydał się nam od razu bardzo bliski. Został zatwierdzony przez całą Radę Naczelną Związku z ks. Bolesławem Domańskim na czele...

{{Cytat}} Brakujące pola: źródło.
Narzucanie symboliki nazistowskiej doprowadziło do realizacji w X-lecie ZPwN uchwały Rady Naczelnej z roku 1924 o wprowadzeniu narodowej odznaki dla wszystkich członków ZPwN. W debacie na temat nowego symbolu kilka swoich projektów graficznych zaproponowała Janina Kłopocka. Pierwsze zostały odrzucone, jednak ostatni projekt okazał się strzałem w dziesiątkę. Kłopocka przedstawiła biały znak na czerwonym tle, kojarzący się także ze znakami herbów polskich. Znak ten symbolizował stylizowany bieg Wisły z zaznaczonym stołecznym królewskim miastem Krakowem jako kolebką polskiej kultury i symbolem trwania oraz ciągłości Państwa Polskiego. Przedwojenny, pierwszy wzór Rodła stworzony przez Kłopocką miał górne ramię, symbolizujące ujście Wisły, krótsze od ramienia dolnego, które symbolizowało źródło rzeki. Artystka starała się oddać w swoim projekcie rzeczywisty kształt biegu rzeki. Wzór ten jednak w późniejszych projektach graficznych, powstałych podczas i po wojnie, ulegał licznym modyfikacjom. Rodło przedstawiano często z ramionami równej długości oraz pod różnymi kątami nachylenia tak, że czasem znak zatracał podobieństwo do Wisły i wbrew intencjom twórców zaczynał przypominać swastykę.

## Nazwa
Symbol został jednogłośnie przyjęty przez zarząd związku. Pozostała jednak kwestia nazwania nowego znaku. Zadanie to zlecono Edmundowi Osmańczykowi, któremu ideogram stworzony przez Kłopocką skojarzył się z herbem rodowym. W wyniku kolejnej debaty na temat nazwy skrzyżowano nazwę staropolskiego herbu rodowego „Rodnicy” ze słowem „Godło”, co w sumie dało neologizm „Rodło”. Ostatecznie na nazwę RODŁO złożyły się więc dwa słowa: ROdzina (Ród) i goDŁO. W sierpniu 1932 roku kierownictwo Związku Polaków w Niemczech przyjęło je za znak wszystkich Polaków ZPwN.

## Różne warianty znaku

Rodło z liściem lipowym – odznaka młodzieży polskiej w Niemczech

Lilijka z rodłem

Rodło stało się częścią składową znaków kilku organizacji polonijnych w Niemczech i funkcjonowało tam jako znak wyróżniający różne organizacje polonijne.
- Rodło zwykłe – obejmujące sam znak Rodła
- Rodło kreślone linią – wpisane w prostokąt
- Rodło harcerskie – W 1933 roku hufcowy Berlińskiego Hufca Harcerstwa Polskiego – Edmund Rydziński wkomponował w lilijkę harcerską Rodło. Znak ten stał się nowym godłem harcerstwa polskiego na tych terenach. Początkowo spontanicznie pojawiał się na sztandarach drużyn, zastępów i gromad zuchów. Wkrótce został przyjęty jako oficjalny znak Związku Harcerstwa Polskiego w Niemczech i noszony na tarczach przypiętych do harcerskich bluz oraz widniejący na sztandarze organizacji.
- Rodło „śpiewacze” – na tle klucza wiolinowego; zdobiące sztandary polskich kół śpiewaczych w Niemczech.
- Rodło Młodych Polaków – umieszczone obok lipowego liścia i noszone na odznakach młodzieży polskiej w Niemczech
- Gwiazda rodła – tzw. Rodło Wiary i Wytrwania będące odznaczeniem nadawanym długoletnim i aktywnym członkom ZPwN

## Pieśń Rodła
Powstała także „Pieśń Rodła” z muzyką p. Kaczmarek oraz słowami napisanymi przez Edmunda Osmańczyka, którą podczas kongresu Polaków w Niemczech w 1938 roku wykonała orkiestra symfoniczna pod batutą prof. Aleksandra Sienkiewicza.

Od wieków wszystko zwyklim kłaść w ofierze,

Od wieków walczyć co dnia na nowo,

O okruch prawa, polskie w Boga wierzę.

O polską duszę, każde polskie słowo!

Jesteśmy Polakami i tego żadna moc nie zmieni...

## Zaślubiny Rodła z Wisłą
Ceremonia ta odbyła się podczas II Zjazdu Polaków z Zagranicy odbywającego się w Warszawie w gmachu sejmu RP, przy ulicy Wiejskiej na sali posiedzeń Sejmu. Dnia 5 sierpnia 1934 roku o godzinie 10 rano 3000 Polaków z zagranicy przeszło ulicami Warszawy za pocztami sztandarowymi na Wybrzeże Kościuszkowskie nad Wisłą gdzie odbyły się zaślubiny biało-czerwonych sztandarów ozdobionych Rodłem z poszczególnych dzielnic Związku Polaków w Niemczech. Wiśle kłaniały się m.in. sztandary ze Szczecina, Wrocławia, Olsztyna, Opola, Raciborza, Zielonej Góry, Zakrzewa, Piły, Dąbrówki Wielkiej, Siołkowic, Gietrzwałdu, Chrościc, Kwidzyna, Sztumu, Złotowa, Szczytna, Suchego Boru, Chrząszczyc, Bytowa, Kędzierzyna-Koźle, Kluczborka oraz innych.

## Zastosowanie Rodła jako symbolu

Herb powiatu złotowskiego

Herb gminy Zakrzewo

Herb gminy Złotów

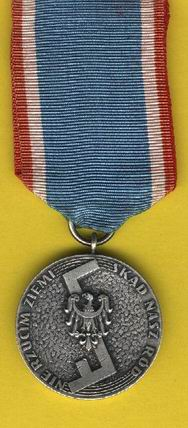
Medal Rodła

Rodło wpisane w lilijkę było symbolem Związku Harcerstwa Polskiego w Niemczech działającego przy Związku Polaków w Niemczech. Tradycję tę kultywuje kilka jednostek dzisiejszego harcerstwa. Znak „Rodła” noszą także na szkolnych tarczach uczniowie I Liceum Ogólnokształcącego im. Jana Smolenia w Bytomiu. I Liceum Ogólnokształcącego im. Jana Smolenia w Bytomiu razem z I Liceum Ogólnokształcącym im. Władysława Gębika w Kwidzynie kontynuują tradycje Gimnazjum Polskiego.
W 2022 r. Narodowy Bank Polski z okazji 90. rocznicy utworzenia Znaku Rodła wydał monetę kolekcjonerską o nominale 10 złotych.
Istnieje także klub piłkarski „Rodło Kwidzyn”, „Rodło Opole”, „Rodło Granowice”, „Rodło Górnik” oraz „Rodło Trzciano”. W Kwidzynie znajduje się również I LO im. Władysława Gębika, które jest spod znaku Rodła. W roku 2013 Gimnazjum nr 3 w Kwidzynie nadano imię „Znaku Rodła”.
Nazwę wywodzącą się od tego symbolu nosi jeden z centralnych szczecińskich placów – Plac Rodła. Rodło używane jest również przez organizacje nacjonalistyczne, jak np. stowarzyszenie Małopolscy Patrioci.

### Rodło w heraldyce ziemskiej
Rodło jest elementem herbów kilku miast oraz samorządów terytorialnych na terenie Polski, w tym m.in.:
- Trójpolowego herbu powiatu złotowskiego (w województwie wielkopolskim),
- Herbu gminy Zakrzewo w powiecie złotowskim
- Herbu gminy Studzienice w powiecie bytowskim

## Kapituła Znaku Rodła
26 marca 2014 roku uchwałą Zarządu Głównego Związku Polaków w Niemczech powołano Kapitułę Znaku.
Kapituła Znaku Rodła została powołana do pełnienia roli Depozytariusza Znaku Rodła, przyjmując zadanie strzeżenia i promowania tradycji powstania Rodła, jego funkcjonowaniem i znaczeniem wśród Polonii, bezpośrednio nawiązując do roli jaką Związek Polaków w Niemczech odgrywał na polu działalności społecznej, poprzez kontynuowanie poczucia jedności wśród Polonii niemieckiej, zebranej pod Znakiem Rodła – najstarszego symbolu Polonii na terenie Niemiec, które nie będąc ani herbem, ani godłem, ale znakiem łączności z całym narodem, przez dziesiątki lat stało się nieśmiertelne i niezniszczalne, będąc dla wielu pokoleń wyrazem gwarancji i ciągłości polskości wpisanej w Znak Rodła.